# Jean Teillac
Jean Teillac, né le 6 septembre 1920 à Marcillac-la-Croisille et mort le 10 mars 1994 à Paris, est un physicien français.

## Carrière
Chercheur à l'Institut du Radium, il passe sa thèse de doctorat en physique nucléaire sous la direction d'Irène Joliot-Curie.
Successeur de Frédéric Joliot-Curie, il dirige de 1958 à 1976 la section Physique-Chimie de l'Institut Curie et devient professeur à la faculté des sciences de Paris. Il est parallèlement directeur de l'Institut du radium dès 1959, ainsi que de l'Institut de physique nucléaire d'Orsay de 1959 à 1970. En 1970, l’Institut du radium et la Fondation Curie ont fusionné pour donner naissance à l’Institut Curie.
Il fonde en 1971 l'Institut national de physique nucléaire et de physique des particules du CNRS, qu'il dirige jusqu'en 1975. Il devient alors haut-commissaire à l'énergie atomique, CEA, de 1975 à 1993.
Jean Teillac a également été président du Joint European Torus de 1976 à 1985, représentant de la France au Conseil européen de recherches nucléaires (CERN) de 1978 à 1983 et vice-président du Conseil supérieur de la sûreté et de l'information nucléaire (CSSIN) de l'Autorité de sûreté nucléaire, ce conseil étant remplacé en 2008 par le Haut comité pour la transparence et l'information sur la sécurité nucléaire (HCTISN).
Il est le père de la physicienne Catherine Bréchignac.

## Décorations
- Commandeur de l'ordre des Palmes académiques (1972), au titre de « directeur de l'institut national de physique nucléaire et de physique des particules du centre national de la recherche scientifique »[4]